# Matthijs Kieboom
Matthijs Kieboom (Dordrecht, 18 juni 1985) is een Nederlandse componist van filmmuziek. Hij schrijft muziek voor films en televisieseries.

## Biografie
Matthijs Kieboom is op jonge leeftijd begonnen als assistent van componist Martijn Schimmer voor diens bedrijf SMP | Amsterdam. Hij heeft zich binnen het schrijven voor media al snel gespecialiseerd in film- en drama-compositie. Van 2013 tot 2016 waren Matthijs Kieboom en Martijn Schimmer de eigenaren van het bedrijf Scripted Music. 
Naast componeren, orkestreert en dirigeert Kieboom zijn eigen muziek. Maar heeft ook voor veel andere partijen georkestreerd. Dit deed hij onder andere voor het evenement "A Symphonic Tribute to Pink Floyd". Verder is hij vaste arrangeur voor het jaarlijkse Fimucite, een filmmuziek festival in Santa Cruz de Tenerife en werkt hij samen met de  Spaanse componist van filmmuziek Diego Navarro.

## Prijzen
In 2011 heeft Matthijs op het Transatlantyk Film Festival (Poznań) de Young Composer Award 2011 in ontvangst genomen van componist en tevens oprichter van het festival Jan A.P. Kaczmarek. 
In 2013 ontving Kieboom twee prijzen. Op de gala-avond van het FMF (Film Music Festival, Krakau) ontving hij de Young Talent Award uit handen van de vakjury. Die avond werd zijn muziek ten gehore gebracht voor ruim 5000 concertbezoekers. Ook won hij, samen met Martijn Schimmer en Armin van Buuren, de Buma Filmmuziek Award voor de filmmuziek van  Verliefd op Ibiza, een succesfilm van Johan Nijenhuis die al na drie dagen bekroond werd tot Gouden Film en waar uiteindelijk ruim 675.000 bezoekers naartoe gingen.

## Filmografie

### Film
- 2010 Foeksia de Miniheks (met SMP)
- 2011 Bennie Stout (met SMP)
- 2011 Me & Mr Jones (met SMP)
- 2012 Zombibi (met SMP)
- 2012 Sprookjesboom (met SMP)
- 2013 Ushi Must Marry (met SMP)
- 2013 Man in de Creche
- 2013 Vluchtkerk
- 2013 Verliefd op Ibiza
- 2014 De overgave
- 2014  Dummie de Mummie
- 2015 Dummie de Mummie en de Sfinx van Shakaba
- 2015 SpangaS in actie
- 2016 Meesterspion
- 2016 Onze Jongens
- 2017 Dummie de Mummie en de tombe van Achnetoet
- 2017 Voor elkaar gemaakt
- 2018 Alles voor elkaar
- 2018 Taal is zeg maar echt mijn ding
- 2018 Wild
- 2018 Gek van Oranje
- 2018 Superjuffie

### Televisie
- 2013 De Leeuwenkuil
- 2013 Van Gogh; een huis voor Vincent
- 2013 Verliefd op Ibiza
- 2014 Bluf
- 2015 Meiden van de Herengracht
- 2015 Trollie
- 2016 Weemoedt
- 2024 PATTY
- 2024 Zussen